# 莫里泽斯
莫里泽斯（法語：Morizès，法語發音：[mɔʁizɛs]）是法国吉伦特省的一个市镇，属于朗贡区。

## 地理
莫里泽斯（44°36'43"N, 0°5'27"W）面积5.87 平方千米，位于法国新阿基坦大区吉倫特省，该省份为法国西南部沿海省份，是法國本土面积最大的省，北起滨海夏朗德省，西临大西洋，南至朗德省，东南接洛特-加龍省，东临多爾多涅省。
与莫里泽斯接壤的市镇（或旧市镇、城区）包括：圣埃克叙佩里、卡瑟伊、卡米朗、莱塞桑特、德罗河畔吉伦特、圣富瓦拉隆格、圣洛朗迪普朗。

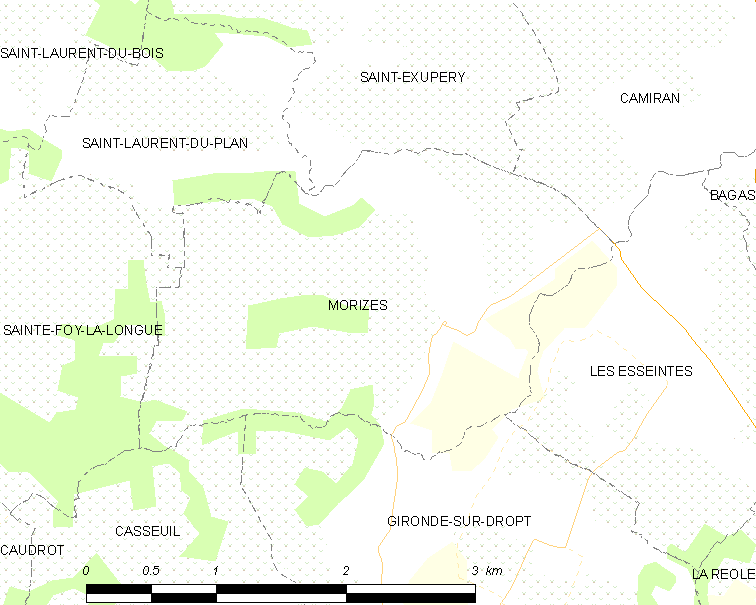
莫里泽斯的OSM定位图

莫里泽斯的时区为UTC+01:00、UTC+02:00（夏令时）。

## 行政
莫里泽斯的邮政编码为33190，INSEE市镇编码为33294。

## 政治
莫里泽斯所属的省级选区为勒雷奥莱-莱巴斯蒂德县。

## 人口

1962-2008年间莫里泽斯人口变化图示

莫里泽斯于2022年1月1日时的人口数量为531人。